# Aek Raso (Torgamba)
Aek Raso is een bestuurslaag in het regentschap Labuhan Batu Selatan van de provincie Noord-Sumatra, Indonesië. Aek Raso telt 6083 inwoners (volkstelling 2010).